# Jarka
Jarka – rzeka III rzędu, górny odcinek Gołdapy o długości 32,4 km, przepływająca przez Pojezierze Zachodniosuwalskie.

## Morfometria i geologia
Powierzchnia zlewni wynosi 237,1 km². Za początek rzeki uważa się ciek wypływający koło Szarejek. Jarka posiada trzy dopływy prawobrzeżne z jezior: Bitkowskiego, Czarnego i Rakówek, a także trzy dopływy lewobrzeżne: dopływ z Kowali Oleckich, dopływ z Pogorzeli oraz Górny Potok. Zlewnia jeziora zbudowana jest z gliny zwałowej, a miejscami występują niewielkie obszary piasków sandrowych i torfów.
Górny bieg, do wsi Pogorzel, jest płytkim i wąskim rowem wśród pól oraz łąk. Poniżej Borkowin i Żelazek wpływa w dość głęboką dolinę, miejscami przyjmującą postać jaru, co być może dało asumpt nazwie rzeki. W tym rejonie brzegi są zalesione (m.in. olchy). Poniżej Babek Jarka przepływa pomiędzy stosunkowo wydatnymi wzniesieniami i przyjmuje kilka cieków, w tym największy – Górny Potok. Prąd jest tutaj szybki, a dno piaszczyste, miejscami żwirowate i kamieniste. Po minięciu Kołkowa wpływa meandrami w wąską i zalesioną dolinę. Odtąd zyskuje znaczenie wędkarskie. Przepływa następnie pod wiaduktem zlikwidowanej linii kolejowej z Gołdapi do Żytkiejm, a później pod drogą wojewódzką nr 651 z Gołdapi do Dubeninkek. Po przebyciu obszaru łąk uchodzi do Jeziora Gołdap.

## Przyroda
W rzece występują: okoń, pstrąg potokowy, szczupak i inne ryby.